# India en los Juegos Paralímpicos de Tel Aviv 1968
India estuvo representada en los Juegos Paralímpicos de Tel Aviv 1968 por diez deportistas, ocho hombres y dos mujeres. El equipo paralímpico indio no obtuvo ninguna medalla en estos Juegos.